# Maurice Druon
Maurice Druon (23. dubna 1918 Paříž – 14. dubna 2009 Paříž) byl francouzský spisovatel a člen Francouzské akademie. Spolupodílel se na románu a překladu básně Zpěv partyzánů se spisovatelem Josephem Kesselem. Dále napsal román Burziáni a jeho nejslavnějším dílem je historický cyklus Prokletí králové.
V letech 1973 a 1974 byl francouzským ministrem kultury.

## Vyznamenání
- velkokříž Řádu zásluh o Italskou republiku, Itálie, 1. října 1973[1]
- Řád přátelství, Rusko, 1993
- velkokříž Řádu Kristova, Portugalsko, 23. května 1994[2]
- velkodůstojník Řádu rumunské hvězdy, Rumunsko, 1999
- velkokříž Řádu čestné legie, Francie, 2001
- důstojník Květnového řádu, Argentina
- komandér Řádu umění a literatury, Francie
- velkokříž Řádu aztéckého orla, Mexiko
- komtur Řádu Fénixe, Řecko
- důstojník Národního řádu lva, Senegal
- čestný rytíř-komandér Řádu britského impéria, Spojené království